# ジャパン・ウォリアーズ
ジャパン・ウォリアーズは、日本を本拠地とするテニスチームである。2014年より開催されていたインターナショナル・プレミア・テニス・リーグに2015年から参戦。

## おもな参加選手（2015年）
- 錦織圭
- マリア・シャラポワ
- 奈良くるみ
- マラト・サフィン
- ダニエラ・ハンチュコバ
- リーンダー・パエス
- バセク・ポシュピシル
- フィリップ・コールシュライバー
- トーマス・エンクビスト
- リュカ・プイユ

## おもな参加選手（2016年）
- 錦織圭
- 奈良くるみ
- マラト・サフィン
- フェルナンド・ベルダスコ
- フェルナンド・ゴンザレス
- ジャン・ジュリアン・ロジェ
- エレナ・ヤンコビッチ